# Carlucet
Carlucet é uma comuna francesa na região administrativa de Occitânia, no departamento de Lot. Estende-se por uma área de 33,7 km². Em 2010 a comuna tinha 232 habitantes (densidade: 6,9 hab./km²).